# История термина «нарциссизм»
Термин нарциссизм происходит из греческого мифа о Нарциссе, но был введен в обиход только в конце XIX века.
Слово нарциссизм стало нарицательным; в аналитической литературе этот термин используется чаще, чем любой другой.
Со временем смысл слова «нарциссизм» изменился. Сегодня понятие «нарциссизм» включает такие концепции, как самооценка, система самопознания и саморепрезентации, а также истинное или ложное «я».

## До Фрейда
В греческой мифологии Нарцисс был красивым юношей, отвергший домогательства нимфы Эхо . В наказание он был обречен влюбиться в собственное отражение в воде. Нарцисс «час за часом лежал, завороженно глядя в пруд» и в конце концов зачах, превратившись в цветокнарцисс.
Эту историю пересказал на латыни Овидий в своих «Метаморфозах», и в таком виде она оказала огромное влияние на культуру Средневековья и Возрождения, и «намёки на историю Нарцисса… играют большую роль в поэтике сонетов» Шекспира (строки « любовь к себе … питай пламя своего света самосущим топливом»). Фрэнсис Бэкон использовал слово нарциссизм так: «такова природа крайних себялюбцев, поскольку они могут поджечь дом, и это было бы всего лишь поджариванием их яиц… тех, кто (как говорит Цицерон о Помпее) являются sui amantes sine rivali … любителями самих себя без соперников».
В начале XIX века Байрон использовал слово нарциссизм так: «Самолюбие вечно выползает, как змея, чтобы ужалить все, что попадётся… наткнётся на него». Бодлер писал о тех, кто «подобно Нарциссам с тупыми головами… созерцает толпу, как если бы это была река, предлагающая им их собственное изображение».
Однако к середине XIX века распространилось слово эгоизм, как выражение эгоцентризма: «эгоисты… остро осознающие свое „я“ из-за мучений, в которых оно пребывает» — хотя все ещё с «любопытными намеками на легенду о Нарциссе» на заднем плане.
Хэвлок Эллис, английский сексолог, написал в 1927 году короткую статью, в которой он «утверждал, что приоритет на самом деле должен быть разделен между ним и Паулем Нэкке, объясняя, что термин „нарциссоподобный“ был использован им в 1898 году для описания психологической установки, и что Нэкке в 1899 году ввел термин „Нарцисс“ для описания сексуального извращения».
В 1911 году Отто Ранк опубликовал первую психоаналитическую работу по нарциссизму, связывая его с тщеславием и самолюбованием .

## Фрейд

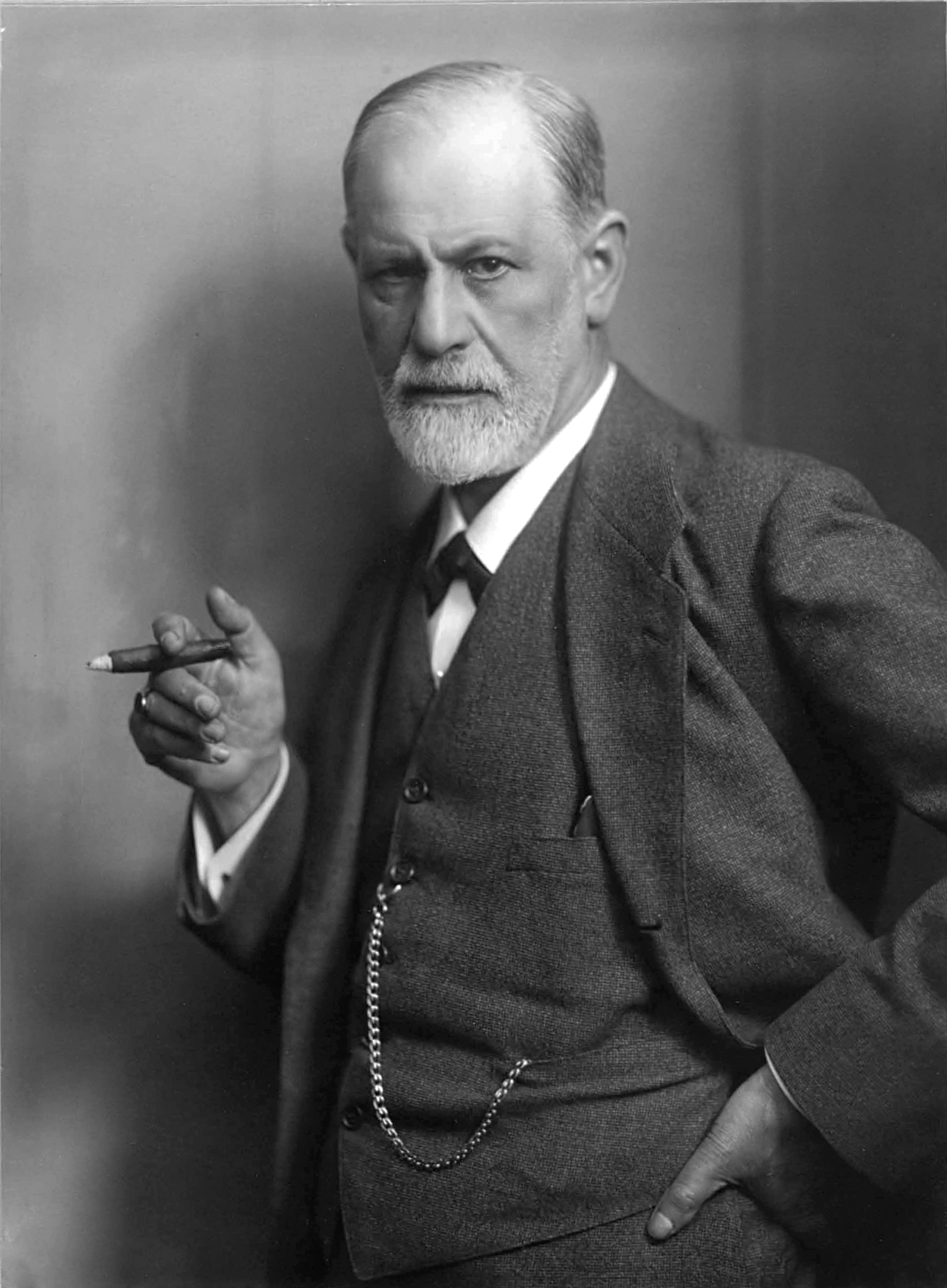
Зигмунд Фрейд, 1914 год.

Согласно Эрнесту Джонсу, в 1909 году Фрейд считал, что «нарциссизм является необходимой промежуточной стадией между аутоэротизмом и объектной любовью». В своём «Леонардо» он впервые публично описал, как «подрастающий юноша… находит свои объекты любви на пути нарциссизма, поскольку греческие мифы называют юношу Нарциссом, которого ничто так не радовало, как его собственное отражение в зеркале». Хотя Фрейд опубликовал только одну статью, посвященную исключительно нарциссизму, под названием «К введению в нарциссизм» (1914), эта концепция заняла центральное место в его мышлении.

### Первичный нарциссизм
Фрейд предположил, что исключительная любовь к себе может быть обычным компонентом человеческой психики . Он утверждал, что нарциссизм «является либидинозным дополнением к эгоизму инстинкта самосохранения». Он называл это первичным нарциссизмом.
Согласно Фрейду, люди рождаются без ощущения себя как личности (эго) . Эго развивается в младенчестве и раннем детстве, когда внешний мир, обычно в форме родительских сообщений, определений и ожиданий, вторгается в первичный нарциссизм, обучая индивида природе его социальной среды, на основе которой может быть сформирован идеал эго, образ совершенного «я», к которому эго должно стремиться. По мере своего развития эго дистанцируется от первичного нарциссизма, формирует эго-идеал и катектирует объекты.
Фрейд предполагал, что эго-либидо (либидо, направленное внутрь себя) не всегда можно четко отличить от объект-либидо (либидо, направленное на людей или объекты вне себя).

### Вторичный нарциссизм
Согласно Фрейду, вторичный нарциссизм возникает, когда либидо отвлекается от внешних по отношению к личности объектов, прежде всего от матери, что создает потенциальную возможность возникновения мании величия . «Эта мания величия, без сомнения, возникла за счет объектного либидо… Это заставляет нас рассматривать нарциссизм, возникающий посредством привлечения объектных катексисов, как вторичный, наложенный на первичный нарциссизм». Первичный и вторичный нарциссизм возникают в процессе нормального развития человека, проблемы при переходе от одного к другому могут привести к патологическим нарциссическим расстройствам во взрослом возрасте.
Фрейд продолжил исследование этого вопроса в работе «Скорбь и меланхолия» (теория объектных отношений).

### Нарциссизм, отношения и самооценка
По мнению Фрейда, заботиться о ком-то — значит преобразовывать эго-либидо в объект-либидо, отдавая часть любви к себе другому человеку, что оставляет меньше эго-либидо для первичного нарциссизма, а также для защиты и воспитания себя. Любая неспособность достичь или нарушение этого баланса вызывает психологические расстройства. В таком случае первичный нарциссизм может быть восстановлен только путем устранения объектного либидо (также называемого объектной любовью) для восполнения эго-либидо.

## Более поздние психоаналитики

### Карен Хорни

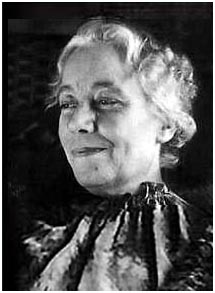
Карен Хорни

Карен Хорни рассматривала нарциссизм иначе, чем Фрейд, Кохут и другие основные теоретики психоанализа. Она считала, что:
- нарциссические потребности не присущи человеческой природе
- не постулировала первичный нарциссизм, а рассматривала нарциссическую личность как продукт определённого типа ранней среды, воздействующей на определённый тип темперамента.

Нарциссизм Хорни отличается от других основных защитных стратегий тем, что не является компенсаторным. В её теории самоидеализация носит компенсаторный характер, но отличается от нарциссизма. При нарциссизме, самоидеализация является результатом потакания своим желаниям. Однако самооценка нарцисса не высока, поскольку она не основана на подлинных достижениях.

### Хайнц Кохут
Хайнц Кохут утверждал, что:
- ребёнок склонен фантазировать о том, что у него грандиозное «я» и идеальные родители
- в глубине души все люди сохраняют веру в собственное совершенство и совершенство всего, частью чего они являются
- по мере взросления человека грандиозность уступает место чувству собственного достоинства, а идеализация родителя становится базой основных ценностей
- если психологическая травма нарушает этот процесс, наиболее примитивная и нарциссическая версия «я» остаётся неизменной, что и приводит к нарциссическому расстройству личности, «в котором центральную роль играет слияние с архаичным объектом Я и отделение от него…нарциссическое единение с идеализированным объектом Я».

Кохут предположил, что нарциссизм является частью стадии нормального развития, на которой воспитатели обеспечивают сильное и защитное присутствие, что усиливает растущее у ребёнка чувство собственного достоинства, отражая его хорошие качества. В противном случае ребёнок вырастает с хрупким и несовершенным чувством собственного достоинства. "Инновационное заявление Кохута… стало настоящим манифестом в Соединённых Штатах… Наступила эпоха «нормального нарциссизма» .
Кохут также видел дальше негативных и патологических аспектов нарциссизма, полагая, что, в результате трансформации жизненного опыта или анализа он является компонентом в развитии:
- устойчивости
- идеалов и амбиций.

Критиковалась его теория о том, как «мы привязываемся к идеалам и ценностям, а не к нашим собственным архаичным „я“… подходит человеку, который убегает от плохой внутренней негативности в идеализированные внешние объекты».

### Отто Кернберг

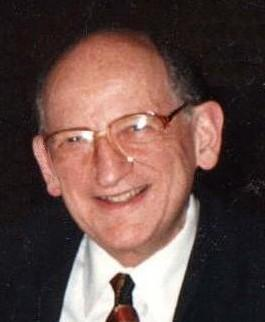
Отто Ф. Кернберг

Отто Кернберг термином «нарциссизм» обозначил роль «я» в регуляции самооценки.
Нормальный инфантильный нарциссизм зависит от:
- одобрения окружающих
- приобретения желанных и привлекательных объектов.

Впоследствии должен развиться в здоровую, зрелую самооценку.
Здоровый нарциссизм:
- зависит от интегрированного чувства собственного «я», включающего в себя образы внутреннего утверждения близких человеку людей
- регулируется супер-эго и эго-идеалом, внутренними ментальными структурами, которые убеждают человека в его ценности и в том, что он заслуживает собственного уважения.

Неспособность инфантильного нарциссизма развиться в эту здоровую взрослую форму становится патологией.

### Теория объектных отношений
Мелани Кляйн… Описания инфантильного всемогущества и мании величия дали важную информацию для клинического понимания нарциссических состояний. В 1963 году, работая над психопатологией нарциссизма, Герберт Розенфельд дал определение объектных отношений и сопутствующих им защитных механизмов при нарциссизме.
«Блестящие наблюдения Дональда Винникотта над парой мать-ребенок [также] проливают свет на первичный нарциссизм, который у маленького ребёнка можно рассматривать как продолжение нарциссизма матери».

### Жак Лакан
Жак Лакан, продолжая Фрейда в том, что «все нарциссические импульсы исходят из эго и имеют свое постоянное местонахождение в эго» предложил собственную концепцию стадии зеркала, исследовав нарциссическое эго с точки зрения «сущностной структуры, которую оно выводит из своей отсылки к зеркальному образу…нарциссизму».
Бела Грюнбергеробратил внимание на двойную направленность нарциссизма:
- потребность в самоутверждении
- тенденция к восстановлению постоянной зависимости.

«Активное присутствие нарциссизма на протяжении всей жизни привело Грюнбергера к идее рассматривать его как автономный фактор (1971)».
«В книге „Нарциссизм жизни, нарциссизм смерти“ (1983) Андре Грин прояснил конфликт, окружающий объект нарциссизма (будь то воображаемый или реальный объект) в его отношении к эго. Согласно Грину, нарциссизм предоставляет эго определённую степень независимости… что следует рассмотреть смертельный вид нарциссизма, поскольку объект разрушается в начале этого процесса»; в то время как в дальнейшем анализе «зелёный цвет вызывает физический нарциссизм, интеллектуальный нарциссизм и моральный нарциссизм».
Иногда разновидности нарциссов упрощаются до:
- соматический нарцисс, одержимый телом
- церебральный нарцисс, выстраивающий своё чувство величия из врожденного чувства интеллектуального превосходства

## Психиатрия

### Диагноз
Нарциссическое расстройство личности определяеся по DSM-5 (разработано Американской психиатрической ассоциацией).
Международная статистическая классификация болезней и проблем, связанных со здоровьем, 10-е издание (МКБ-10) Всемирной организации здравоохранения (ВОЗ) относит нарциссическое расстройство личности (НРЛ) к категории «Другие специфические расстройства личности».
МКБ-11(2022) объединяет все расстройства личности в одно, которое можно будет кодировать как «легкое», «умеренное» или «тяжелое».

## Использование в Интернете
В интернете используется как ругательный термин для обозначения современной культуры или как неточный синоним раздутой самооценки ".